# Imola Gáspár
Imola Gáspár (n. 12 iulie 1955, Lunga, Regiunea Autonomă Maghiară, România) este o actriță româno-maghiară cu o bogată activitate teatrală, cinematografică și de televiziune. A jucat ca actriță la Teatrul Maghiar de Stat din Sfântu Gheorghe (1979-1981), la Teatrul Maghiar de Stat din Timișoara (1981-1987) și la Teatrul Național din Târgu Mureș (1987-1993), iar în anul 1993 a emigrat în Ungaria, unde a jucat pe scenele mai multor teatre. În anul 2008 s-a stabilit la Londra.

## Biografie
S-a născut la 12 iulie 1955 în satul românesc Lunga (Nyújtód) din Regiunea Autonomă Maghiară (azi parte componentă a orașului Târgu Secuiesc din jud. Covasna). A absolvit Institutul de Teatru „István Szentgyörgyi” din Târgu Mureș în 1979 și a profesat, după absolvire, ca actriță la Teatrul Maghiar de Stat din Sfântu Gheorghe (1979-1981), la Teatrul Maghiar de Stat din Timișoara (1981-1987) și la Teatrul Național din Târgu Mureș (1987-1993). A dovedit o exprimare bogată a emoțiilor artistice atât în spectacole lirice, cât și dramatice, interpretând personaje precum Lady Milford din Intrigă și iubire de Friedrich Schiller, Nastia din Azilul de noapte de Maxim Gorki, regina Ilona din Regele Vak Béla de János Székely și Pilar Ternera din Un veac de singurătate de Gabriel García Márquez ș.a.
În anul 1993 a emigrat în Ungaria, unde a lucrat ca artist independent. A jucat inițial în spectacole reprezentate la Teatrul Cetății din Gyula, Teatrul Cetății din Kisvárda, Teatrul Nevesincs (Theatrum Hungaricum) din Budapesta și Teatrul Național din Budapesta, apoi pe scenele Teatrului Ruttkai Éva din Budapesta (1996-1998), Teatrului Evangélium din Budapesta (2001-2003) și Teatrului Maghiar de Stat din Timișoara (din 2003). S-a stabilit la Londra în anul 2008. În cursul carierei sale a câștigat două premii: un premiu pentru cea mai bună actriță din Ungaria (1992) pentru rolul Pilar Ternera din adaptarea teatrală a romanului Un veac de singurătate de Gabriel García Márquez și un premiu pentru cea mai bună interpretare la un festival din Portugalia (2001) pentru rolul Viktoria din A kis utazás.
Imola Gáspár a jucat, de asemenea, în peste 40 de filme din Europa și America, printre care Duios Anastasia trecea (1980), Destine romantice (1982), Flăcări pe comori (1988) și Rochia albă de dantelă (1989). A jucat, printre altele, rolul Villő Hadházi în serialul unguresc Jóban Rosszban (2005).

## Roluri în piese de teatru
- Hans Christian Andersen: Fetița cu chibrituri — mama fetiței
- József Babay: Három szegény szabólegény — Posztóné
- Aurel Baranga: Travesti — Manuela, actriță
- György Béhes: S.O.S.! avagy ki változik sóbálvánnyá? — Pipike
- Robert Bolt: Un om pentru eternitate — Alice More
- Georg Büchner: Woyzeck — Käthe
- Brian Clark: A cui e viața asta în definitiv? — dr. Barr, psihiatru șef
- Federico García Lorca: Nuntă însângerată — mireasa
- Gabriel García Márquez: Un veac de singurătate — Pilar Ternera
- Nikolai Gogol: Revizorul — Fevronia Posliopkina, nevasta unui lăcătuș
- Maxim Gorki: Azilul de noapte — Nastia
- Frații Grimm: Cenușăreasa — bogata doamnă Emerencia, mama vitregă rea
- Ferenc Herczeg: Podul — Crescencia
- Mór Jókai: Fiii omului cu inima de piatră — doamna Baradlay
- Ephraim Kishon: Actul de căsătorie — Yaffa Birnboim, vecină
- János Kodolányi: Földindulás — Juli, soția lui Kántor
- Imre Madách: Moise — Cippóra / Mária
- Molière: Tartuffe — Elmire
- Friedrich Schiller: Intrigă și iubire — Lady Milford
- William Shakespeare: Hamlet — Gertruda, regina Danemarcei, mama lui Hamlet
- William Shakespeare: Nevestele vesele din Windsor — doamna Page
- George Bernard Shaw: Discipolul diavolului — Essie
- János Székely: Regele Vak Béla — regina Ilona, soția lui Béla
- András Sütő: Balkáni gerle — membra de onoare a trupei
- András Sütő: Pasărea lătrătoare — contesa Claudia Rhédei
- András Sütő: Nunta de la Susa — Roxané
- Áron Tamási: Curcubeu înșelător — Berta
- Stanisław Wyspiański: Nunta — Czepcowa, soția lui Czepiec / Rachela
- Gabriela Zapolska: Moralitatea doamnei Dulska — Henrietta

## Filmografie (selecție)
- Duios Anastasia trecea (1980) — slujnica arătoasă de la cârciuma satului
- A kígyó jele (1981)
- Destine romantice (1982) — Paulina, ospătărița recalificată ca sudoriță
- Semnul șarpelui (1982) — slujnica Ecaterinei Handrabur
- Prea tineri pentru riduri (1982)
- Întoarcerea Vlașinilor (1984)
- Flăcări pe comori (1988) — crâșmărița
- Rochia albă de dantelă (1989)
- Szabadság tér '56 (1990)
- Ördögváltozás Csíkban (1993)
- A windsori víg nők (1994)
- Offenbach titkai (1996)
- A Szórád-ház⁠(d) (1997)
- A kis utazás (2000) — Viktoria
- Feri és az édes élet (2001)
- Amerikai rapszódia (2001)
- Szerelem és árulás (2002)
- Dracula (2002)
- Szeret, nem szeret (2003)
- A szeretet erejével (2003)
- Kontroll (2003)
- A ház (2004)
- Rap, revü, Rómeó (2004)
- Fekete kefe (2004)
- Szerencsés ember (2005)
- Jóban Rosszban⁠(d) (serial TV, 2005) — Villő Hadházi
- Mutig in die neuen zeiten: Im reich der reblaus (2005)
- Konyec - Az utolsó csekk a pohárban (2007)
- Mrs. Ratcliffe's Revolution (2007) — profesoara de artă
- Painkiller Jane (2007)
- Született lúzer (serial TV, 2007) — episodul Tüzes víz
- Love in SE18 (2011) — o femeie
- A Modest Proposal (2011) — Magda
- Shadow Industry (2012) — dna Williams
- Sable Fable (2013) — Katya
- Carle's Hands (2014) — Rita
- Angels (2014)
- Hurt's Rescue (2014) — șefa
- The Lost Children of Holloway Road (2015) — Zsuzsanna
- Myth Hunters (2015)
- Mystery of Rennes le Chateau (film TV, 2015) — Marie Denarnaud
- A British Exorcism (2016) — Adriana
- The Witch (2017) — vrăjitoarea
- Nike Vapourfly (2018) — Bungee
- Demon (2018)